# Osteo-odonto-queratoprótesis
La Osteo-Odonto-Queratoprótesis  (OOKP) es un tipo de cirugía oftalmológica que consiste en la colocación en el ojo de una córnea artificial o queratoprótesis, elaborada  con el fragmento de un corte transversal de un diente que contiene dentina, cemento dentario, ligamento periodontal  y hueso alveolar del propio organismo, que es colocado en un cilindro transparente de polimetilmetacrilato. Mediante esta técnica se puede recuperar la visión de un ojo cuando existe una opacidad de la córnea que impide la visión y no es posible realizar un trasplante de córnea por alguna circunstancia, como intentos anteriores de trasplante que han fracasado o enfermedades de la porción anterior del ojo que lo impidan, por ejemplo el penfigoide cicatricial ocular o las quemaduras químicas.

## Cirugía
La técnica de la Osteo-Odonto-Queratoprótesis OOKP (Osteo-odonto keratoprosthesis) fue desarrollada por el Dr. Benedetto Strampelli, del Ospedale di San Giovanni in Laterano de Roma, en la década de 1960. Posteriormente fue perfeccionada por el Prof. Dr. GianCarlo Falcinelli. Actualmente el procedimiento modificado es generalmente aceptado y se encuentra certificado mediante un protocolo publicado en la revista Cornea en el año 2005.
La técnica quirúrgica se inicia con un trasplante del propio organismo. Se extrae una delgada lámina ósea del maxilar superior formada por raíz dentaria y hueso alveolar, se perfora y se le coloca en el centro un cilindro de polimetilmetacrilato transparente por el que pasará la luz cuando se implante en el ojo. La cirugía se desarrolla en dos fases separadas por un intervalo de entre 2 y 4 meses.
La primera fase consiste en la colocación del tejido dental bajo la piel o mucosa en la mejilla para su integración y vascularización.
Tras el periodo de espera, en la segunda fase, la prótesis es colocada sobre la superficie corneal del ojo previamente preparada, permitiendo de esta forma el libre paso de la luz.
El 80% de los pacientes experimentan tras la intervención una mejoria en la agudeza visual de grado variable.

## Propiedades biológicas del OOKP
En comparación con las series de casos reportados en la literatura, la técnica OOKP modificada puede proporcionar mejores resultados anatómicos y funcionales a largo plazo. Aunque dentro de las limitaciones y posibles complicaciones, el procedimiento quirúrgico tiene una tasa alta de superioridad sobre otros procedimientos de injerto, principalmente por sus propiedades biológicas al ser un autoinjerto heterotópico de tejido humano que contiene células ectomesenquimales viables altamente diferenciables tomadas del ligamento periodontal que están incluidas en el corte trasplantado, lo que permite una biointegración tisular. La OOKP parece ser una opción excelente para el tratamiento de enfermedades corneales en fase terminal.